# 李原 (1922年)
李原（1922年6月—2015年3月14日），原名岳殿陞，曾用名岳克，男，山东平原人，中华人民共和国政治人物，曾任南开大学党委书记，天津市政协副主席，天津市人大常委会副主任。